# Фурсе
Фурсе (фр. Fourcès) насеље је и општина у јужној Француској у региону Миди Пирене, у департману Жерс која припада префектури Кондом.
По подацима из 2011. године у општини је живело 281 становника, а густина насељености је износила 11,85 становника/км². Општина се простире на површини од 23,72 км². Налази се на средњој надморској висини од 65 метара (максималној 180 м, а минималној 64 м.

## Демографија
| 1962. | 1968. | 1975. | 1982. | 1990. | 1999. | 2011. |
| ----- | ----- | ----- | ----- | ----- | ----- | ----- |
| 404   | 468   | 372   | 356   | 324   | 277   | 281   |

График промене броја становника у току последњих година